# 恐怖の昼休み
「恐怖の昼休み」（きょうふのひるやすみ）は、日本の音楽グループであるTHE BOOMが1991年5月22日に発売した6枚目のシングル。

## 概要
NHK「みんなのうた」のために書かれたナンバー。
給食の残し物への風刺を効かせた歌詞と、メロディが特徴的。
放送で使用されたアニメーションの制作は、古川タクが担当。
カップリングの「恐怖の終電車」は、歌詞のみを変えた別バージョンであり、サラリーマン視点で書かれている。
両曲ともアルバム等には一切収録されなかったが、「恐怖の昼休み」は、1999年発売『Singles +』に初収録。
しかし「恐怖の終電車」は他のシングルおよびアルバムにも一切収録されておらず、ライブでも滅多に演奏されない。シングル自体も廃盤となったため、この曲を聴くのは非常に困難となっている。2022年8月27日にMROラジオの「モリラジ!」のリクエスト曲として放送された。

## 収録曲
全曲作詞・作曲：宮沢和史
1. 恐怖の昼休み
NHK「みんなのうた」
2. 恐怖の終電車～恐怖の昼休み（カラオケ）
「恐怖の昼休み」をサラリーマン視点に変えた歌詞違いバージョン。トラック分けされず、そのままカラオケが繋がって収録。

## 収録アルバム
- NHKみんなのうた 50 アニバーサリー・ベスト 〜大きな古時計〜（2011年）
- NHKみんなのうた 60 アニバーサリー・ベスト 〜YELL〜（2021年）